# 訃報 1975年4月
訃報 1975年4月（ふほう 1975ねん4がつ）では、1975年（昭和50年）4月中に物故した、又は物故が報じられた人物についてまとめる。

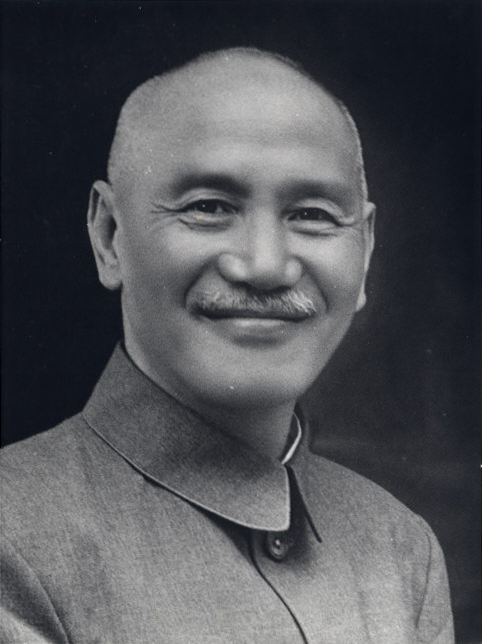
蔣介石 / 4月5日没

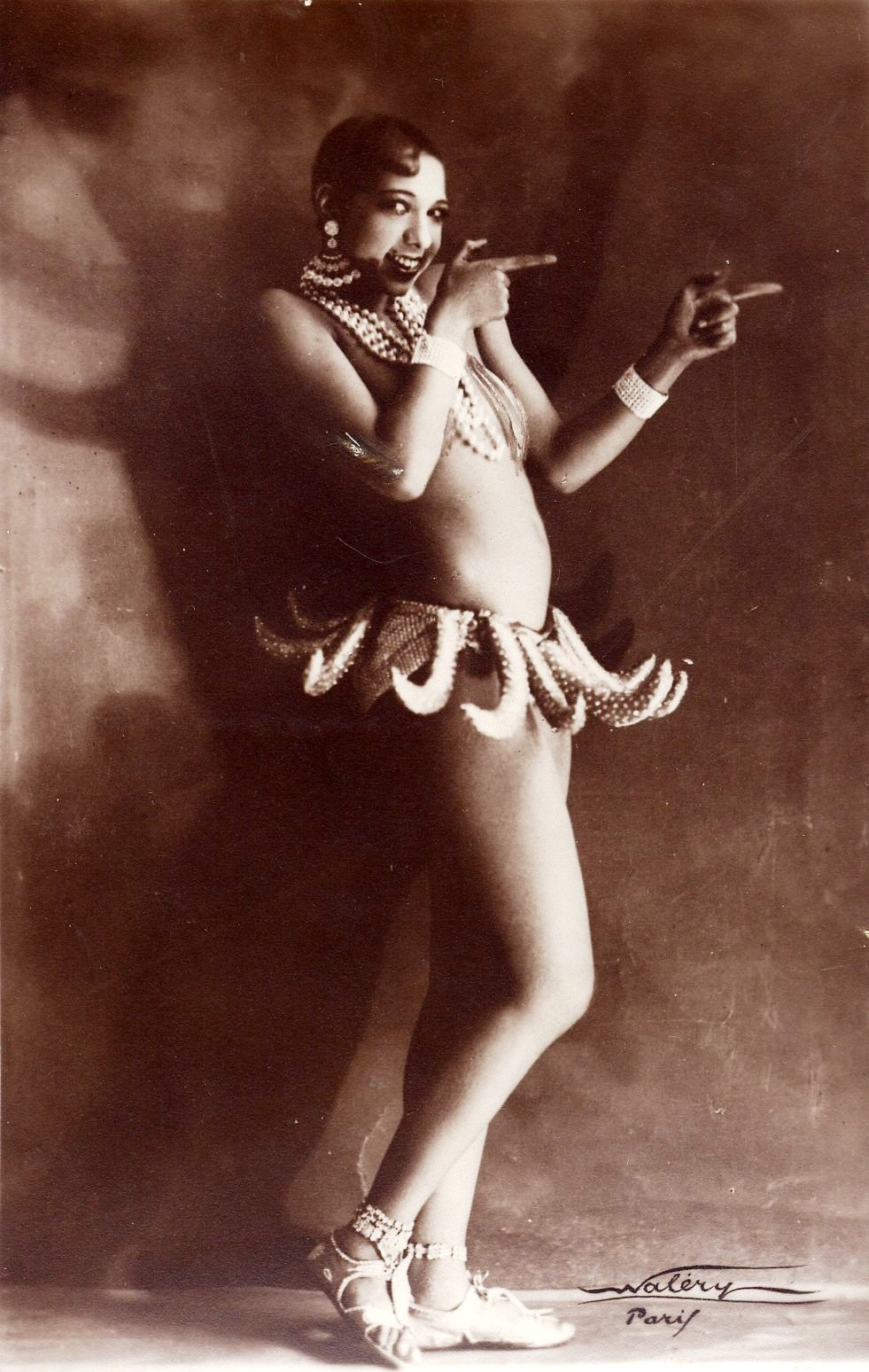
ジョゼフィン・ベーカー / 4月12日没

## （1日 - 15日）
- 4月2日 - 野崎欣一郎、政治家（* 1922年）
- 4月2日 - 益戸克己、愚連隊の首領（* 1899年）
- 4月2日 - 名取芳夫、元プロボクサー（* 1914年）
- 4月2日 - 井上英、内務・警察官僚・政治家（* 1886年）
- 4月5日 - 中西良介、陸軍軍人（* 1902年）
- 4月5日 - 蔣介石、元中華民国総統（* 1887年）
- 4月5日 - 那須辰造、小説家・児童文学者（* 1904年）
- 4月7日 - 八反ふじを、作詞家（* 1925年）
- 4月7日 - 井上政吉、陸軍軍人（* 1886年）
- 4月10日 - 堀江正規、経済学者・社会運動家（* 1911年）
- 4月11日 - 山内壮夫、彫刻家（* 1907年）
- 4月12日 - ジョゼフィン・ベーカー、ジャズ歌手（* 1906年）
- 4月14日 - 山本健児、陸軍軍人（* 1895年）

## （16日 - 30日）
- 4月16日 - 桑田秀延、日本基督教団の神学者・牧師（* 1895年）
- 4月17日 - 須山計一、漫画家・洋画家（* 1905年）
- 4月19日 - ロベール・アロン、作家（* 1898年）
- 4月22日 - ウィリー・ベックル、フィギュアスケート選手（* 1893年）
- 4月23日 - 林原耕三、英文学者・俳人（* 1887年）
- 4月24日 - 鷹部屋福平、工学者・アイヌ文化研究者（* 1893年）
- 4月25日 - 君島一郎、元朝鮮銀行副総裁、野球研究者（* 1887年）
- 4月25日 - 中西寅雄、経済学博士（* 1896年）
- 4月27日 - 大八洲晃、大相撲力士（* 1906年）
- 4月28日 - ピート・ハム、音楽家、バッドフィンガーのメンバー（*1948年）
- 4月28日 - 内田清之助、鳥類学者（* 1884年）
- 4月29日 - 舟木重信、小説家・ドイツ文学者（* 1893年）
- 4月29日 - 菊容子、女優（* 1950年）
- 4月30日 - 小原元、文芸評論家・国文学者（* 1919年）